# Karabo Sibanda

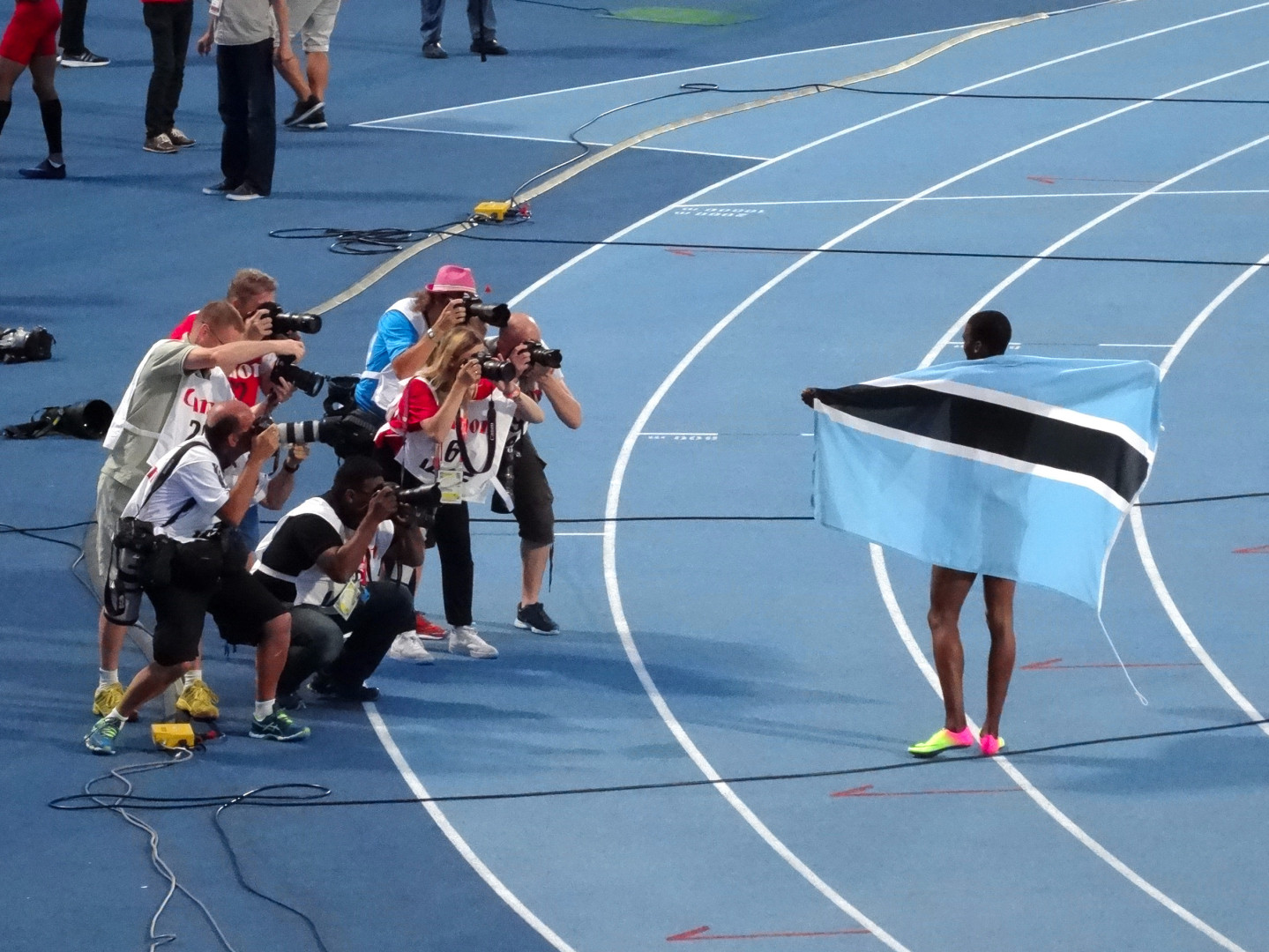
Karabo Sibanda mit Nationalflagge

Karabo Sibanda (* 2. Juli 1998 in Shashe-Mooke, Central District) ist ein botswanischer Leichtathlet, der vor allem im 400-Meter-Lauf antritt.

## Sportliche Laufbahn
Karabo Sibanda trat erstmals 2014 in internationalen Wettkämpfen in der Leichtathletik an. Im Mai siegte er bei den Jugendafrikameisterschaften in seinem Heimatland über die 400 Meter. Im Juli nahm er als Sechzehnjähriger an den U20-Weltmeisterschaften in Eugene teil. Mit der Staffel wurde disqualifiziert, im Einzel erreichte er das Halbfinale. Im August gewann er schließlich bei den Olympischen Jugendspielen in Nanjing mit Saisonbestleistung von 46,76 s die Silbermedaille. Im März 2015 gewann er im Einzel und mit der Staffel zwei Goldmedaillen bei den U20-Afrikameisterschaften in Addis Abeba. Einen Monat später gewann er auch in der niedrigeren Altersklasse, bei den U18-Afrikameisterschaften auf Mauritius die Goldmedaille über 400 Meter. Im Juli belegte er den fünften Platz über die 400 Meter bei den U18-Weltmeisterschaften in Cali. Bei den Junioren-Commonwealthspielen im September auf Samoa blieb er erstmals in einem Wettkampf unter 46 Sekunden und gewann damit die Goldmedaille.
2016 trat er erstmals bei den Erwachsenen in internationalen Wettkämpfen an. Bei den nationalen Meisterschaften wurde er Zweiter über 400 Meter. Im Juni trat er bei den Afrikameisterschaften in Durban an. In 45,40 s konnte er die Silbermedaille gewinnen. Einige Tage später gewann er dann Gold, zusammen mit der 4-mal-400-Meter-Staffel. In beiden Disziplinen ging er auch bei den U20-Weltmeisterschaften in Bydgoszcz an den Start. Mit der Staffel gewann er dabei Silber, im Einzel gewann er die Bronzemedaille. Er erfüllte die Qualifikation für die Olympischen Spiele in Rio de Janeiro, nachdem er erst kur davor das 18. Lebensjahr vollendete. Im Einzel gelang ihm dabei als Dritter seines Halbfinals der Einzug in das Finale, in dem er mit persönlicher Bestleistung von 44,25 s den fünften Platz belegte. Mit dieser Zeit rangierte er sich auf dem dritten Platz der ewigen Weltbesten-Juniorenliste ein. Ein paar Tage später zog er auch mit der Staffel in das Finale ein, in dem die vier Athleten als Fünfte in 2:59,06 s einen Nationalrekord aufstellten. mit der Staffel trat er auch bei den World Relays 2017 auf den Bahamas an, wo das Quartett die Silbermedaille gewinnen konnte. Im Mai wurde er erstmals botswanischer Meister über 400 Meter. Bei den Weltmeisterschaften in London kam er anschließend als Sechster seines Vorlaufs nicht in die nächste Runde und auch mit der Staffel war nach dem Vorlauf Schluss. 2018 schied Sibanda bei den Commonwealth Games in Australien im Halbfinale aus.
Anschließend bremste ihn eine Verletzung für längere Zeit aus. Auch Jahre danach fand er nicht zu seiner Bestform zurück.

## Wichtige Wettbewerbe
| Jahr                 | Veranstaltung             | Ort                  | Platz                | Disziplin            | Zeit                 |
| Startet für Botswana | Startet für Botswana      | Startet für Botswana | Startet für Botswana | Startet für Botswana | Startet für Botswana |
| -------------------- | ------------------------- | -------------------- | -------------------- | -------------------- | -------------------- |
| 2014                 | U20-Weltmeisterschaften   | Eugene               | 22.                  | 400 m                | 46,77 s              |
| 2014                 | U20-Weltmeisterschaften   | Eugene               | 5.                   | 4 × 400 m            | 3:07,80 min          |
| 2014                 | Olympische Jugendspiele   | Nanjing              | 2.                   | 400 m                | 46,76 s              |
| 2015                 | U20-Afrikameisterschaften | Addis Abeba          | 1.                   | 400 m                | 46,33 s              |
| 2015                 | U20-Afrikameisterschaften | Addis Abeba          | 1.                   | 4 × 400 m            | 3:11,00 min          |
| 2015                 | U18-Afrikameisterschaften | Moka                 | 1.                   | 400 m                | 47,40 s              |
| 2015                 | U18-Afrikameisterschaften | Moka                 | 2.                   | Staffel              | 1:54,10 min          |
| 2015                 | U18-Weltmeisterschaften   | Cali                 | 5.                   | 400 m                | 46,03 s              |
| 2016                 | Afrikameisterschaften     | Durban               | 2.                   | 400 m                | 45,42 s              |
| 2016                 | Afrikameisterschaften     | Durban               | 1.                   | 4 × 400 m            | 3:02,20 min          |
| 2016                 | U20-Weltmeisterschaften   | Bydgoszcz            | 3.                   | 400 m                | 45,45 s              |
| 2016                 | U20-Weltmeisterschaften   | Bydgoszcz            | 2.                   | 4 × 400 m            | 3:02,81 min          |
| 2016                 | Olympische Sommerspiele   | Rio de Janeiro       | 5.                   | 400 m                | 44,25 s              |
| 2016                 | Olympische Sommerspiele   | Rio de Janeiro       | 5.                   | 4 × 400 m            | 2:59,06 min          |
| 2017                 | IAAF World Relays         | Nassau               | 2.                   | 4 × 400 m            | 3:02,28 min          |
| 2017                 | Weltmeisterschaften       | London               | 46.                  | 400 m                | 47,44 s              |
| 2017                 | Weltmeisterschaften       | London               | 14.                  | 4 × 400 m            | 3:06,50 min          |
| 2018                 | Commonwealth Games        | Gold Coast           | 12.                  | 400 m                | 46,26 s              |

## Persönliche Bestleistungen
- 200 m: 21,28 s, 15. März 2016, Potchefstroom
- 400 m: 44,25 s, 14. August 2016, Rio de Janeiro